# Dichagyris calamoxantha
Dichagyris calamoxantha là một loài bướm đêm trong họ Noctuidae.